# Tess of the D'Urbervilles (film, 1924)
Pour les articles homonymes, voir Tess of the D'Urbervilles.
Tess of the D'Urbervilles est un film américain réalisé par Marshall Neilan, sorti en 1924.

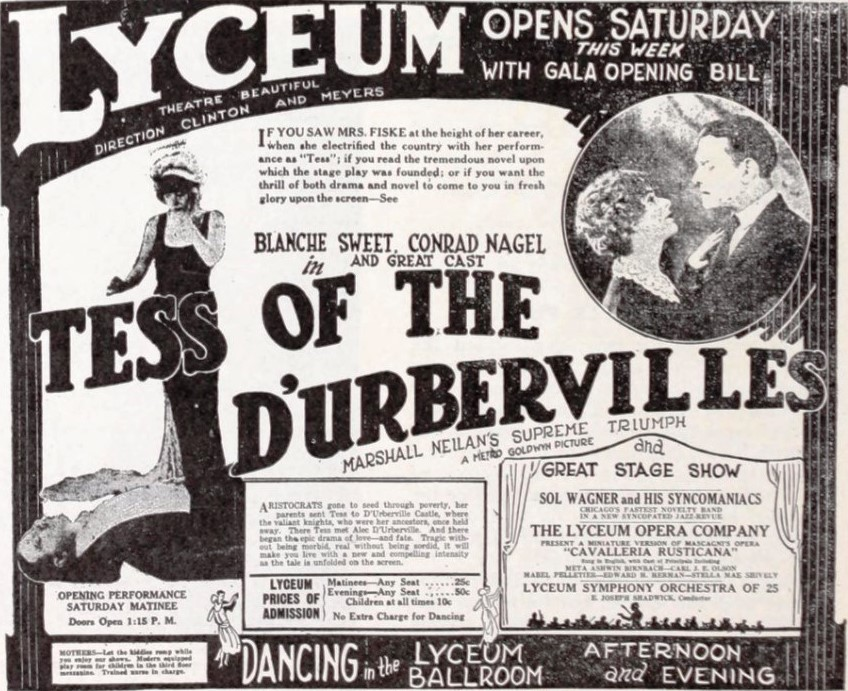
Annonce pour le film dans The Moving Picture World.

Il s'agit d'une adaptation du roman du même titre de Thomas Hardy.

## Synopsis
John Durbeyfield apprend qu'il est un descendant de la riche famille D'Urbervilles dans l'Angleterre victorienne. Il envoie sa fille Tess chez Alec, qui l'emploie comme servante, la séduit et la viole, alors qu'elle travaille dans sa maison. Après avoir poursuivi son chemin, elle se marie avec Angel Clare. Tout va bien jusqu'à ce que son mari découvre son passé. Pour s'en libérer elle tue Alec, et est condamnée pour ce crime.

## Fiche technique
- Réalisation : Marshall Neilan
- Scénario : Dorothy Farnum d'après le roman Tess d'Urberville de Thomas Hardy paru en 1891
- Producteur : Louis B. Mayer
- Photographie : David Kesson
- Distributeur : Metro-Goldwyn
- Pays de production :  États-Unis
- Genre : Drame[2]
- Durée : 80 minutes
- Date de sortie : 11 août 1924

## Distribution

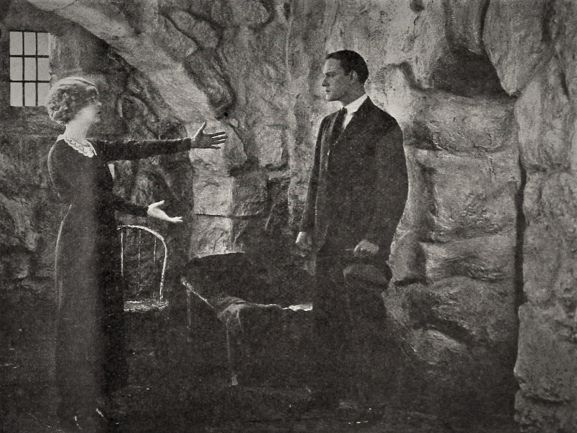
Blanche Sweet et Conrad Nagel dans une scène du film.

- Blanche Sweet : Teresa "Tess" Durbeyfield
- Conrad Nagel : Angel Clare
- Stuart Holmes : Alexander "Alec" D'Urberville
- George Fawcett : John Durbeyfield
- Victory Bateman : Joan Durbeyfield
- Courtenay Foote : Richard Crick
- Joseph J. Dowling : The Parson
- Billy Butts : petit garçon (non crédité)
- George Hickman : (non crédité)
- Babe London : (non crédité)

## Production
Alors que le film était terminé, le producteur Louis B. Mayer a fait modifier la fin pour remplacer la conclusion tragique par une fin plus heureuse, contre l'avis de Neilan et Hardy.